# IC 279
IC 279 ist eine Spiralgalaxie vom Hubble-Typ Sc im Sternbild Widder auf der Ekliptik. Sie ist schätzungsweise 424 Millionen Lichtjahre von der Milchstraße entfernt und hat einen Durchmesser von etwa 85.000 Lichtjahren.
Das Objekt wurde am 29. Dezember 1893 vom französischen Astronomen Stéphane Javelle entdeckt.